# 馬古斯·泰雲尼亞
馬古斯·约瑟夫·泰雲尼亞（英語：Marcus Joseph Tavernier；1999年3月22日—），是一名英格蘭的職業足球運動員，現時效力英格蘭超級足球聯賽球會般尼茅夫和英格蘭 U19。司職左翼。

## 球會生涯
泰雲尼亞於轉投米德尔斯堡 U14前，曾效力纽卡斯尔联的青年軍。他成為球隊青年軍聯賽中的主力，亦於2015-16賽季的歐洲青年聯賽上陣2場比賽。
2017年8月22日，泰雲尼亞於英格蘭聯賽盃第2圈對陣的比賽中，首次代表球隊一線隊上陣，最終球隊作客以3比0大勝晉級。10月27日，他於第3圈對陣般尼茅夫的比賽中攻入職業生涯首球，但球隊以3比1見負。11月5日，泰雲尼亞在聯賽對陣新特蘭的聯賽中，攻入首個聯賽入球，帶領球隊以1比0勝出。

## 國家隊生涯
2017年10月9日，泰雲尼亞首次代表英格蘭 U19上陣，對手為斯洛伐克 U19，最終雙方以2比2賽和。

## 個人生活
馬古斯·泰雲尼亞的哥哥為占士·泰雲尼亞，於纽卡斯尔联出道，現正效力蘇格蘭超級足球聯賽球會格拉斯哥流浪者，司職右閘。

## 生涯統計
截至2017年11月9日
| 球會       | 賽季        | 聯賽               | 聯賽 | 聯賽 | 英格蘭足總盃 | 英格蘭足總盃 | 英格蘭聯賽盃 | 英格蘭聯賽盃 | 其他 | 其他 | 總計 | 總計 |
| 球會       | 賽季        | 聯賽               | 出場 | 入球 | 出場         | 入球         | 出場         | 入球         | 出場 | 入球 | 出場 | 入球 |
| ---------- | ----------- | ------------------ | ---- | ---- | ------------ | ------------ | ------------ | ------------ | ---- | ---- | ---- | ---- |
| 米德尔斯堡 | 2017-18賽季 | 英格蘭冠軍足球聯賽 | 4    | 1    | 0            | 0            | 3            | 1            | —    | —    | 7    | 2    |
| 生涯總計   | 生涯總計    | 生涯總計           | 4    | 1    | 0            | 0            | 3            | 1            | 0    | 0    | 7    | 2    |